# William Leggett
William Leggett (30 de abril de 1801-29 de mayo de 1839) fue un poeta, escritor de ficción y periodista estadounidense.

## Vida
El padre de William Leggett fue el Mayor Abraham Leggett, quien sirvió en el Ejército Continental de 1776 a 1783. La calle Leggett actual en El Bronx lleva el nombre de Abraham.  La madre de William, Catherine Wiley (1784–1839) de  New Rochelle, fue la segunda esposa del Mayor Leggett. La pareja tuvo 9 hijos, de los cuales William fue el octavo.
Leggett asistió a Georgetown College (Universidad de Georgetown) en 1815–16. En 1819, después de que el negocio de su padre fracasara, se mudó con su familia a Edwardsville, Illinois. A finales de 1822, regresó a Nueva York para asumir una comisión naval como guardiamarina. Sirvió en la Marina de los Estados Unidos en las Indias Occidentales y el Mediterráneo.
En enero de 1825, Leggett fue encarcelado por su capitán por batirse en duelo de servicio. Varios meses después, un consejo de guerra lo condenó por varios delitos. Su sentencia de destitución de la marina se redujo a tiempo cumplido, pero renunció a su cargo el 17 de abril de 1826.
Después de su renuncia, Leggett regresó a Nueva York para convertirse en crítico de teatro en el New York Mirror y editor asistente del efímero Merchants Telegraph. En noviembre de 1828, fundó el "Critic", una revista literaria que duró sólo hasta junio de 1829. En el verano de 1829, sin embargo, William Cullen Bryant invitó a Leggett a escribir para el New York Evening Post. Allí, además de reseñas literarias y dramáticas, comenzó a escribir editoriales políticas. Leggett se convirtió en propietario y editor del "Post" en 1831, y finalmente trabajó como editor único del periódico mientras Bryant viajaba por Europa en 1834-185.
Las opiniones políticas de Leggett resultaron muy controvertidas. Él era un demócrata jacksoniano, pero a menudo atacaba a sus compañeros y a Andrew Jackson por no llevar sus principios igualitarios lo suficientemente lejos. También se convirtió en un franco oponente de la esclavitud. Debido a que las luchas resultantes amenazaron tanto la salud de Leggett como la supervivencia financiera del periódico, Bryant regresó de Europa y Leggett dejó el "Post". Leggett fundó "The Plaindealer" en 1836 y el "Examiner" en 1837, pero ambas publicaciones duraron sólo unos pocos meses. Su fracaso dejó a Leggett en la pobreza.
Leggett había sufrido problemas de salud desde que contrajo fiebre amarilla en la marina. Murió en su casa en New Rochelle, Nueva York el 29 de mayo de 1839, justo antes de que comenzara a servir como ministro estadounidense en Guatemala bajo Martin Van Buren. Está enterrado en New Rochelle's  Trinity Church. Su monumento allí fue tallado por John Frazee.

## Posiciones
Es más conocido como un defensor inquebrantable del "laissez-faire", y un líder de la facción  Loco-Focos de demócratas urbanos. El insistió:
Los gobiernos no tienen derecho a interferir con los objetivos de los individuos, garantizados por esas leyes generales, ofreciendo estímulos y otorgando privilegios a cualquier clase particular de industria, o cualquier grupo selecto de hombres, en la medida en que todas las clases de industria y todos los hombres son iguales. importante para el bienestar general e igualmente con derecho a protección.
Leggett fue notable entre los periodistas de su época como un inquebrantable defensor de la libertad de opinión tanto para sus oponentes políticos como para su propio partido. Bryant escribió un poema en su memoria, comenzando "La tierra puede sonar de orilla a orilla". Bryant describe a Leggett como un aficionado al estudio, que se deleita en rastrear los principios hasta sus consecuencias más remotas y no tiene miedo de la opinión pública con respecto a la expresión de sus propias convicciones. Fue el fogoso Leggett quien instó a Bryant a atacar a William Leete Stone, Sr., un hermano editor, en Broadway. Poco después se batió en duelo en Weehawken con Blake, el tesorero del antiguo Park Theatre. Para sorpresa de todo Nueva York, Leggett eligió a James Lawson, un poeta escocés-estadounidense de disposición pacífica, que era un poco cojo, como su segundo; y cuando se le preguntó por los motivos del duelo sin sangre, respondió: "El segundo de Blake, Berkeley, era patético, y no propuse que el d - d inglés me ganara en nada".
William Cullen Bryant, en su obituario, escribió:

Como escritor político, el Sr. Leggett alcanzó, en un breve período, un alto rango y una reputación extensa y envidiable. Escribió con gran fluidez y extraordinario vigor; vio los puntos fuertes de una pregunta de un vistazo y tuvo la habilidad de presentarlos a sus lectores con una fuerza, claridad y amplitud de declaración que rara vez se encuentran en los escritos de cualquier periodista que haya vivido. Cuando se entusiasmó con su tema, lo que no era infrecuente, sus discusiones tenían todo el poder conmovedor de la elocuencia extemporánea.

Sus excelentes dotes las ejerció para propósitos dignos. Abrazó la causa de la mayor libertad y la más completa igualdad de derechos entre la raza humana, y combatió aquellos principios que inculcan la desconfianza en el pueblo y aquellos esquemas de legislación que tienden a crear una desigualdad artificial en las condiciones de los hombres. Era completamente libre - y, en este sentido, su ejemplo debería ser presentado a los periodistas como un modelo para contemplar y copiar - estaba completamente libre del pecado que los asediaba de su profesión, una disposición mercenaria y de servicio al tiempo. Fue un sincero amante y seguidor de la verdad, y nunca permitió que ninguno de esos engañosos motivos de inconsistencia, que se disfrazan bajo el nombre de conveniencia, lo sedujera por un momento del sustento de las opiniones que consideraba correctas y de las medidas. que estaba convencido de que eran justas. Lo que no cedía a los dictados del interés, estaba menos dispuesto a ceder a las sugerencias del miedo.

Lamentamos que un hombre así, tan clarividente, fuerte y magnánimo haya fallecido, y que su ayuda ya no sea dada en el conflicto que la verdad y la libertad mantienen con sus numerosos y poderosos enemigos.

## Escritos
Los escritos de Leggett incluyen "Horas de ocio en el mar" (1825); "Cuentos y bocetos de un maestro de escuela rural" (1835);  Historias navales  (1835); y "Escritos políticos", editado, con un prefacio, por  Theodore Sedgwick (1840).  Tales and Sketches of a Country School Master  incluye "The Rifle" (originalmente en "The Atlantic Souvenir, Christmas and New Year's Offer" [1827], un uso temprano pre-Poe de elementos que aparecerían en detective ficción.
Sus principales editoriales se han recopilado como  Editorial Democratick: Essays in Jacksonian Political Economy  (1984).

## En la cultura popular
- Leggett aparece en la novela   Burr  de Gore Vidal como mentor del personaje principal, el aspirante a periodista Charlie Schuyler.
- Un poema fue escrito por John Greenleaf Whittier que conmemora el "Monumento de Leggett" como un símbolo de su naturaleza constantemente franca y la insensibilidad de la sociedad a sus opiniones.

## Otras lecturas
- Hofstadter, Richard. "William Leggett:  Spokesman of Jacksonian Democracy."  Political Science Quarterly 58#4 (December 1943):  581–94.  in JSTOR
- Degler, Carl N. (1956). «The Locofocos: Urban 'Agrarians'». Journal of Economic History 16 (3): 322-33. doi:10.1017/S0022050700059222.
- Leggett, William.  (Edited and foreword by Lawrence H. White) Democratick Editorials: Essays in Jacksonian Political Economy (1834). Indianapolis: Liberty Fund, 1984.
- Procter, Page S., Jr. (1950). «William Leggett (1801–1839): Journalist and Literator». Papers of the Bibliographical Society of America 44 (3): 239-53. S2CID 163387900. doi:10.1086/pbsa.44.3.24298608.
- Simeone, James. "Reassessing Jacksonian Political Culture: William Leggett's Egalitarianism." American Political Thought 4#3 (2015): 359–90. in JSTOR
- Sklansky, Jeffrey. "The Melodrama of Panic: William Leggett and the Literary Logic of Jacksonian Political Economy." Presented at the Program in Early American Economy and Society. Philadelphia: Library Company of Philadelphia, 2007.
- White, Lawrence H. (2008). «Leggett, William (1801–1839)».  En Hamowy, Ronald, ed. The Encyclopedia of Libertarianism. Thousand Oaks, CA: SAGE; Cato Institute. pp. 289-90. ISBN 978-1-4129-6580-4. LCCN 2008009151. OCLC 750831024. doi:10.4135/9781412965811.n175.
- White, Lawrence H. (1986). «William Leggett: Jacksonian Editorialist as Classical Liberal Political Economist». History of Political Economy 18 (2): 307-24. doi:10.1215/00182702-18-2-307.

This article was based on one in Appleton's Cyclopedia of American Biography, edited by James Grant Wilson, John Fiske and Stanley L. Klos. Six volumes, New York: D. Appleton and Company, 1887–1889, now in the public domain.